# ヴェステルイェートランド地方
ヴェステルイェートランド地方（ヴェステルイェートランドちほう、Västergötland [ˈvɛ̂sːtɛrˌjøːtland] ( 音声ファイル)）は、スウェーデン南部イェータランドの地方の1つ。
スウェーデン語Västerは英語およびドイツ語のWestに相当し、ヴェステルイェートランドは「西イェータランド」を意味する。その名の通りイェータランド地方においてスウェーデン第2の湖 ヴェッテルン湖の西側にあり、東側の対岸は「東イェータランド」にあたるエステルイェートランド地方である。